# Дон Сколландер
Дон Сколландер  (англ. Don Schollander, 30 квітня 1946) — американський плавець, олімпійський чемпіон.

## Виступи на Олімпіадах
| Олімпіада   | Дисципліна                            | Місце |
| ----------- | ------------------------------------- | ----- |
| Токіо 1964  | плавання на 100 метрів вільним стилем | 1     |
| Токіо 1964  | плавання на 400 метрів вільним стилем | 1     |
| Токіо 1964  | естафета 4 × 100 вільним стилем       | 1     |
| Токіо 1964  | естафета 4 × 200 вільним стилем       | 1     |
| Мехіко 1968 | плавання на 200 метрів вільним стилем | 2     |
| Мехіко 1968 | естафета 4 × 100 вільним стилем       | 1     |
| Мехіко 1968 | естафета 4 × 200 вільним стилем       | 1     |
| Мехіко 1968 | комплексна естафета 4 × 100           | 1     |

## Зовнішні посилання
- Досьє на sport.references.com [Архівовано 16 січня 2009 у Wayback Machine.]